# Higurashi-dōri
Pour les articles homonymes, voir Higurashi.
À ne pas confondre avec le Higure-dōri (ja) (日暮通), voie de Kobe.
Le Higurashi-dōri (日暮通, Higurashi-dōri) est une voie du centre-nord de Kyoto, dans l'arrondissement de Kamigyō. Orientée nord-sud, elle débute au Nakadachiuri-dōri et termine au Takeyamachi-dōri.

## Description

### Situation
Le Higurashi-dōri est une rue étroite du centre de l'arrondissement de Kamigyō, commençant dans le quartier de Suhamaike-chō (須浜池町) et terminant dans celui de Waraya-chō (藁屋町), devant le château de Nijō. Son extrémité sud touche l'arrondissement de Nakagyō. La rue débute au Nakadachiuri-dōri et termine au Takeyamachi-dōri. Elle suit le Matsuyachō-dōri (松屋町通) à l'est et précède le Nishihigurashi-dōri (西日暮通) et le Chiekōin-dōri (智恵光院通) à l'ouest. Elle est la sixième rue à partir du boulevard Horikawa (en) (堀川通).
La circulation se fait en sens unique du sud au nord et la rue est décalée vers l'est au carrefour avec le Demizu-dōri. La rue fait environ 1 kilomètre de long. Au sud de Marutamachi se trouve à l'ouest de Higurashi le Nishihigurashi-dōri, littéralement « rue Higurashi de l'ouest »,.

### Voies rencontrées
Du nord au sud, en sens unique. Les voies rencontrées de la droite sont mentionnées par (d), tandis que celles rencontrées de la gauche, par (g).
1. Nakadachiuri-dōri (中立売通)
2. Kamichōjamachi-dōri (上長者町通)
3. Shimochōjamachi-dōri (下長者町通)
4. Demizu-dōri (出水通)
5. (d) Shindemizu-dōri (新出水通)
6. Shimodachiuri-dōri (下立売通)
7. Sawaragichō-dōri (椹木町通)
8. Marutamachi-dōri (丸太町通)
9. Takeyamachi-dōri (竹屋町通)

- Sources : (ja) Université Ritsumeikan Asia Pacific (en), « 近代京都オーバーレイマップ », sur Art Research Center,‎ 2023 (consulté le 11 juin 2023).

### Transports en commun
Les bus du réseau d'autobus de Kyoto (ja) ne circulent pas sur la rue. Cependant, les stations Marutamachi-Chiekōin (丸太町智恵光院), coin Marutamachi et Chiekōin (智恵光院通), Ōmiya-Nakadachiuri (智恵光院通), coin Ōmiya et Nakadachiuri, et Chiekōin Nakadachiuri (智恵光院中立売), coin Chiekōin et Nakadachiuri, sont à quelques minutes de marche. Marutamachi-Chiekōin est desservie par les lignes 10, 93, 203 et 204, tandis que Ōmiya-Nakadachiuri et Chiekōin Nakadachiuri sont desservies par la ligne 50.
Les stations Nijōjō-mae (二条城前駅) et Nijō (二条駅) du métro de Kyoto sont à une quinzaine de minutes de marche.  

## Odonymie
Le nom « Higurashi » (日暮), littéralement « coucher de soleil », fait référence à la porte Higurashi (日暮門, Higurashi-mon) du Jūrakudai, somptueux palais construit par Toyotomi Hideyoshi dans son réaménagement de la ville à la fin du XVIe siècle. Le palais n'a duré que deux décennies avant d'être démantelé pour la construction du château de Fushimi, plus à l'est. Le nom « coucher de soleil » attribué à la porte faisait référence à la beauté de sa décoration, que l'on voulait admirer même après le coucher de soleil. Le temple bouddhiste Nishi-Hongan-ji et le sanctuaire shinto Nikkō Tōshō-gū ont tous deux des portes « coucher de soleil », très populaires. La porte Higurashi du Jūrakudai, elle aussi démantelée, était située entre Kamichōjamachi et Shimochōjamachi,. Plusieurs noms de quartiers que la rue traverse évoque néanmoins le Jūrakudai, comme le Suhamaike-chō, le Tenbin-chō (天秤町) et l'Ukita-chō (浮田町).
La rue est nommée dans le « Teragokō » (寺御幸), la chanson des rues de Kyoto pour les rues nord-sud. 

## Histoire
À l'époque de la ville impériale, la rue était nommée l'allée Kushige (櫛笥小路, Kushige-kōji) et se poursuivait au sud du château de Nijō, construit bien après. Avec la dissolution de la ville impériale de Heian-kyō et du système municipal Jōbō (ja) (条坊制), l'allée Kushige est supprimée et morcelée. Ainsi apparaît le Higurashi-dōri, l'un des morceaux de l'ancienne rue, partant du nouveau château de Nijō par l'ancienne porte du Jūrakudai (聚楽第) jusqu'à Nakadachiuri. Au sud, deux autres portions de l'allée Kushige ont survécu, le Shinsen'en-dōri (神泉苑通) et le Kushige-dōri (ja) (櫛笥通).

## Patrimoine et lieux d'intérêt

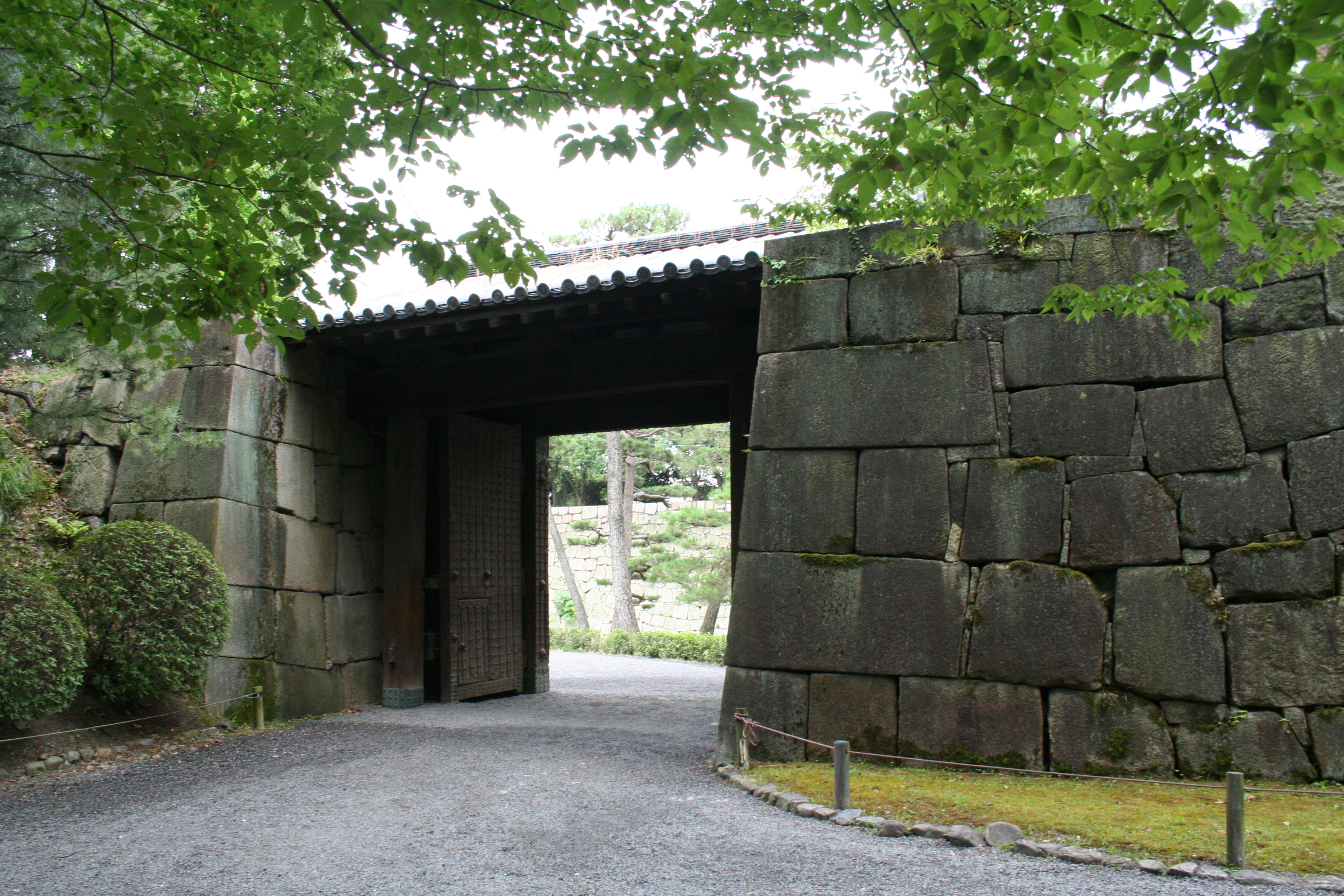
La porte Kitanakashikiri.

On trouve peu de maisons de ville traditionnelles sur la rue. La rue est principalement résidentielle. Au nord, la rue se trouve dans le Nishijin (西陣), le secteur de la ville où florissait l'industrie textile, et ainsi, plusieurs commerces reliés à l'industrie textile y sont établis. 
Au carrefour avec Shimodachiuri se trouve la maison de l'homme d'affaires Kimura Riemon (ja) (木村 利左衛門), enregistrée au registre des propriétés culturelles tangibles (ja) (登録有形文化財) depuis 1931. Cette maison de ville traditionnelle est notable pour sa lanterne en bronze. Juste avant Sawaragichō se trouve le Tōkan-ji (等観寺), un temple bouddhiste du mouvement Otani,.
Au coin avec Sawaragichō se trouve la Brasserie Sasaki (ja) (佐々木酒造), fondée en 1893 et la dernière brasserie subsistante du Rakuchū (ja) (洛中), l'enceinte intérieure de la ville impériale,. Au carrefour avec Marutamachi se situe l'édifice Marutamachi Corp. (丸太町コーポ), très distinctif pour son nom placardé sur son mur est. Entre Takeyamachi et Marutamachi, dans le quartier Minami'iseya-chō (南伊勢屋町), se trouvent les bureaux de la Coopérative des vendeurs de nouilles de la préfecture de Kyoto (京都府製麺卸協同組合).
Au bout de la rue se trouve le château de Nijō et ses douves. Directement en face de l'autre côté des douves se trouve la porte Kitanakashikiri (北中仕切門), construite par Tokugawa Iemitsu,.